# Гигантский голиаф
Гигантский голиаф (лат. Goliathus goliatus) — вид очень крупных жуков из подсемейства бронзовок внутри семейства пластинчатоусых, обитающий в Экваториальной Африке

## Описание
Длина тела самцов 70 — 110 мм, самок — 50—80 мм. Самцы при жизни могут достигать веса до 47 граммов и, вероятно, являются самыми тяжёлыми жуками в мире. По другим данным самцы могут весить до 80—100 граммов.
Грудной щит без выемки. Передние голени только у самки с зубцами. Самцы на голове имеют похожий на рог Y-образный отросток. У самки выростов нет, голова в форме щита, что способствует копанию земли для откладывания яиц.

## Биология
В дневное время жуки активно летают и большую часть времени проводят в кронах деревьев. На землю спускаются крайне редко. Питаются вытекающим соком деревьев и перезрелыми фруктами. Продолжительность жизни имаго — около 6 месяцев.

## Ареал
Камерун, Центральноафриканская Республика, Конго, Габон, Кения, Нигерия, Танзания и Уганда.

## Размножение
После спаривания самка зарывается в землю, где откладывает яйца в небольших естественных полостях. Личинки питаются перепревшими листьями и перегноем, также им свойственен каннибализм — личинки более старших возрастов могут поедать более молодых. К концу своего развития личинки достигают длины 150 мм и весят 100—110 граммов. Окукливание происходит в земле, в колыбельке.

## Вариететы
- Goliathus goliatus apicalis
- Goliathus goliatus conspersus
- Goliathus goliatus undulus
- Goliathus goliatus albatus
- Goliathus goliatus quadrimaculatus

Тёмные вариации окраски преобладают в Центральной и экваториальной Африке, в то время как светлые вариации окраски распространены в Южной и западной экваториальной Африке. Изменчивость окраски Goliathus goliatus может быть результатом изменения целого ряда абиогенных факторов (степень инсоляции, влажность и т. п.).

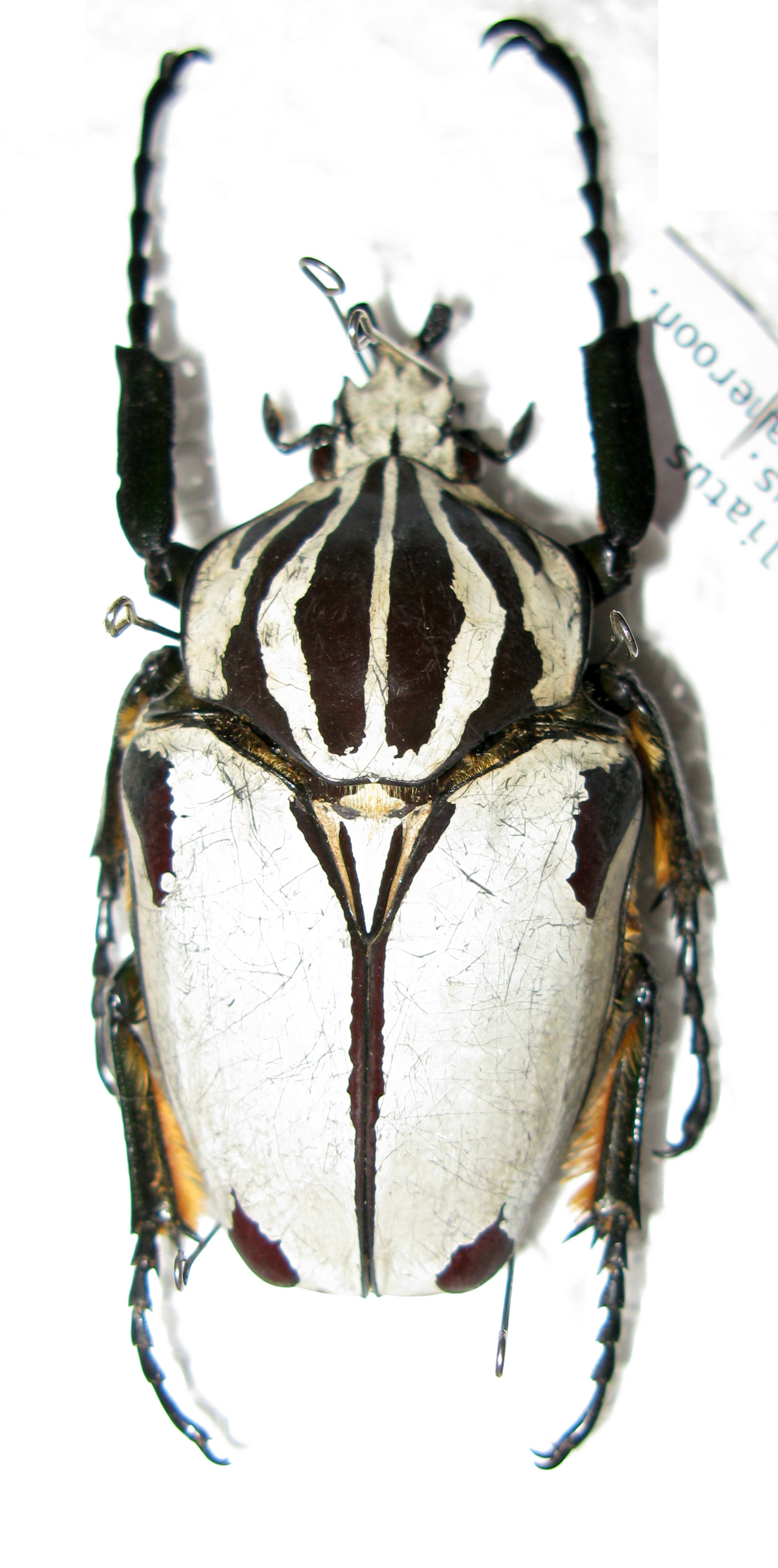
Одна из редких форм — Goliathus goliathus quadrimaculatus. Камерун.
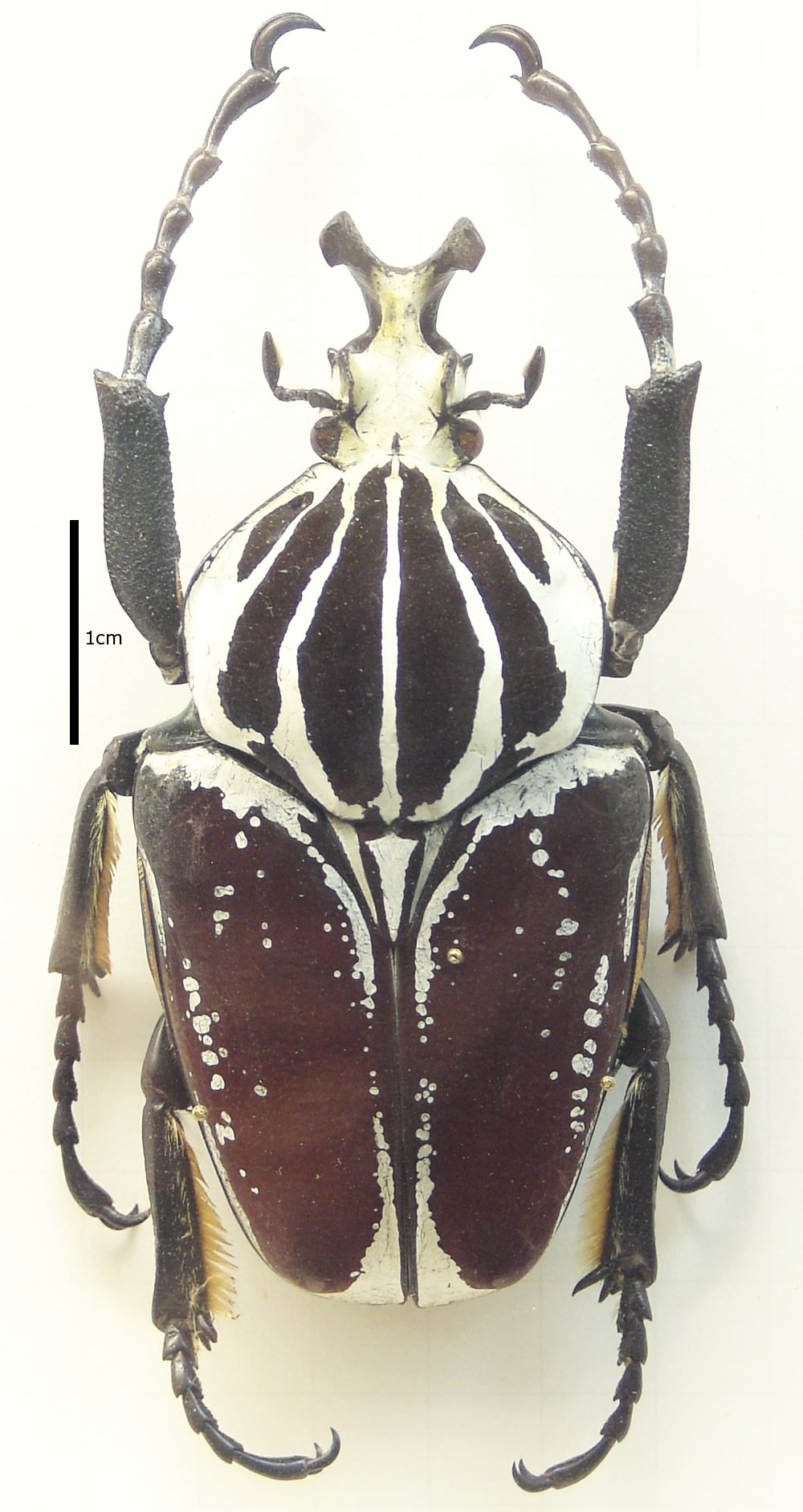
Goliathus goliatus conspersus
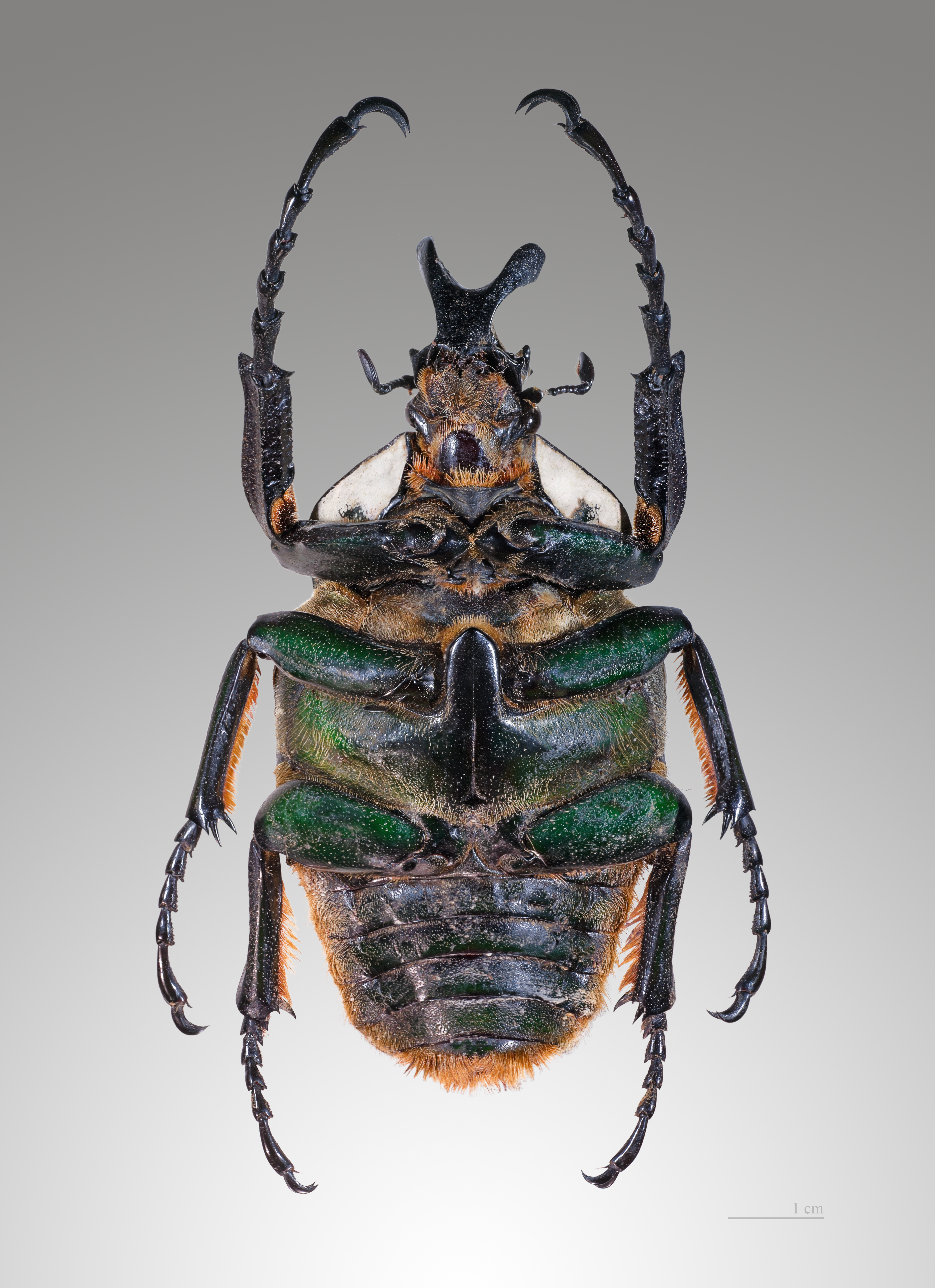
Нижняя сторона тела
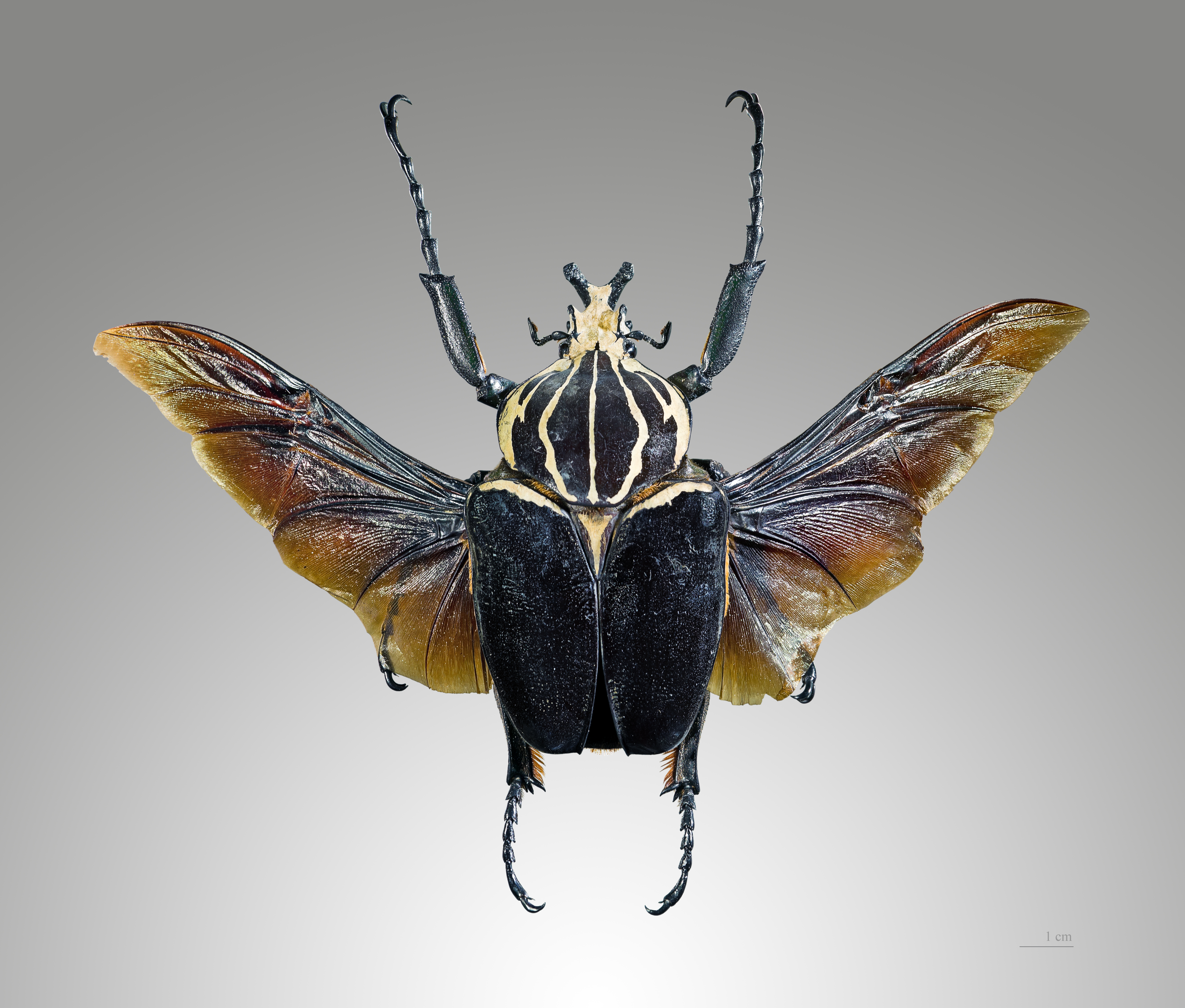
С расправленными крыльями